# 귀 없는 토끼
《귀 없는 토끼》(독일어: Keinohrhasen)는 2007년 공개된 독일의 로맨틱 코미디 영화이다.

## 출연

### 주연
- 틸 슈바이거
- 노라 치르너

### 조연
- 마치아스 슈와바이어퍼
- 알바라 호펠스
- 위르겐 포겔

## 기타
- 공동제작: 스테판 가트너
- 라인프로듀서: 마크 폽
- 협력프로듀서: 커스틴 비에데
- 세트: 나탈자 마이어
- 배역: 엠라 에르템